# 34490 Danielkang
34490 Danielkang è un asteroide della fascia principale. Scoperto nel 2000, presenta un'orbita caratterizzata da un semiasse maggiore pari a 3,0955883 au e da un'eccentricità di 0,1788016, inclinata di 5,87067° rispetto all'eclittica.